# Ladies Open Lausanne 2021
Ladies Open Lausanne 2021 là một giải quần vợt nữ thi đấu trên mặt sân đất nện ngoài trời. Đây là lần thứ 28 giải Ladies Open Lausanne được tổ chức, và là một phần của WTA 250 trong WTA Tour 2021. Giải đấu diễn ra tại Tennis Club Stade-Lausanne ở Lausanne, Thụy Sĩ, từ ngày 12 đến ngày 18 tháng 7 năm 2021.

## Nội dung đơn

### Hạt giống
| Quốc gia | Tay vợt         | Xếp hạng1 | Hạt giống |
| -------- | --------------- | --------- | --------- |
| SLO      | Tamara Zidanšek | 47        | 1         |
| FRA      | Fiona Ferro     | 51        | 2         |
| SUI      | Jil Teichmann   | 55        | 3         |
| ITA      | Camila Giorgi   | 62        | 4         |
| FRA      | Caroline Garcia | 76        | 5         |
| NED      | Arantxa Rus     | 84        | 6         |
| ITA      | Jasmine Paolini | 88        | 7         |
| RUS      | Anna Blinkova   | 89        | 8         |

- 1 Bảng xếp hạng vào ngày 28 tháng 6 năm 2021.[2]

### Vận động viên khác
Đặc cách:
- Alycia Parks
- Tess Sugnaux
- Simona Waltert

Bảo toàn thứ hạng:
- Alexandra Dulgheru
- Mandy Minella

Vượt qua vòng loại:
- Lucia Bronzetti
- Ulrikke Eikeri
- Valentini Grammatikopoulou
- Astra Sharma

### Rút lui
Trước giải đấu
- Sorana Cîrstea → thay thế bởi  Maryna Zanevska
- Alizé Cornet → thay thế bởi  Francesca Di Lorenzo
- Katarzyna Kawa → thay thế bởi  Alexandra Dulgheru
- Liudmila Samsonova → thay thế bởi  Clara Burel
- Sloane Stephens → thay thế bởi  Mandy Minella
- Martina Trevisan → thay thế bởi  Marina Melnikova

## Nội dung đôi

### Hạt giống
| Quốc gia | Tay vợt         | Quốc gia | Tay vợt            | Xếp hạng1 | Hạt giống |
| -------- | --------------- | -------- | ------------------ | --------- | --------- |
| RUS      | Anna Blinkova   | GER      | Anna-Lena Friedsam | 116       | 1         |
| SUI      | Jil Teichmann   | SLO      | Tamara Zidanšek    | 170       | 2         |
| JPN      | Eri Hozumi      | CHN      | Zhang Shuai        | 180       | 3         |
| POL      | Katarzyna Piter | NED      | Arantxa Rus        | 200       | 4         |

- 1 Bảng xếp hạng vào ngày 28 tháng 6 năm 2021.

### Vận động viên khác
Đặc cách:
- Susan Bandecchi /  Simona Waltert
- Carole Monnet /  Gabriella Price

Thay thế:
- Elena Bogdan /  Alexandra Dulgheru

### Rút lui
Trước giải đấu
- Akgul Amanmuradova /  Valentina Ivakhnenko → thay thế bởi  Valentina Ivakhnenko /  Jesika Malečková
- Anna Blinkova /  Anna-Lena Friedsam → thay thế bởi  Elena Bogdan /  Alexandra Dulgheru
- Vivian Heisen /  Oksana Kalashnikova → thay thế bởi  Mandy Minella /  Stefanie Vögele

Trong giải đấu
- Katarzyna Piter /  Arantxa Rus
- Jil Teichmann /  Tamara Zidanšek
- Francesca Di Lorenzo /  Astra Sharma

## Nhà vô địch

### Đơn
- Tamara Zidanšek đánh bại  Clara Burel, 4–6, 7–6(7–5), 6–1

### Đôi
- Susan Bandecchi /  Simona Waltert đánh bại  Ulrikke Eikeri /  Valentini Grammatikopoulou, 6–3, 6–7(3–7), [10–5]